# Aitakute Aitakute
Aitakute Aitakute (会 い た く て 会 い た く て) É uma canção da cantora pop japonesa Kana Nishino. Ele foi lançado como seu 10º single em 19 de maio de 2010. A música é produzida por Giorgio Cancemi, escritor de muitos dos sucessos de Nishino (como "Best Friend", "Motto.." e "Tōkutemo"). o B-side "Love Is Blind" é produzido por um contemporâneo produtor de R&B, Hiro. Hiro produziu "One Way Love", B-side de single anterior "Best Friend" de Nishino.

## Promoção
A canção está sendo usado em comerciais para GEMCEREY empresa de jóias de moda. Nishino, também trabalhou em conjunto com Gencerey para criar uma linha especial  em produtos de jóias, incluindo colares, anéis e pulseiras de celular.
"Love Is Blind" está sendo usada em comerciais para Æon, com Tarento e Yukina Kinoshita.

## Desempenho
A canção estreou como número 1 na parada RIAJ Digital Track Chart, e é a sua quarta consecutiva única para alcançar o número um. "Aitakute Aitakute" alcançou a 24° posição Billboard Japan Hot 100 devido ao AirPlay sozinho. A canção estreou no número dois nas paradas diárias da Oricon, alcançando o single "Monster" da boyband Arashi.

## Faixas
| Edição padrão  |                     |         |  |
| N.º            | Título              | Duração |  |
| 1.             | "Aitakute Aitakute" | 4:43    |  |
| 2.             | "Love Is Blind"     | 3:57    |  |
| 3.             | "Grab Bag"          | 3:16    |  |
| Duração total: | Duração total:      | 11:56   |  |